# Hopman Cup 2015
La Hopman Cup 2015 è la 27ª edizione della Hopman Cup, torneo di tennis riservato a squadre miste. Vi partecipano 8 squadre che si sfideranno alla Perth Arena di Perth in Australia, dal 4 al 10 gennaio 2015.
In finale la Polonia ha battuto la Stati Uniti per 2-1.

## Squadre
| Squadra     | Giocatrice          | Giocatore      |
| ----------- | ------------------- | -------------- |
| Australia   | Casey Dellacqua     | Matthew Ebden  |
| Canada      | Eugenie Bouchard    | Vasek Pospisil |
| Rep. Ceca   | Lucie Šafářová      | Adam Pavlásek  |
| Francia     | Alizé Cornet        | Benoît Paire   |
| Regno Unito | Heather Watson      | Andy Murray    |
| Italia      | Flavia Pennetta     | Fabio Fognini  |
| Polonia     | Agnieszka Radwańska | Jerzy Janowicz |
| Stati Uniti | Serena Williams     | John Isner     |

### Giocatori sostituiti
| Prima del torneo        | Prima del torneo  | Prima del torneo    | Prima del torneo        |
| Squadra                 | Sostituto         | Giocatore originale | Motivo                  |
| ----------------------- | ----------------- | ------------------- | ----------------------- |
| Francia                 | Benoît Paire      | Jo-Wilfried Tsonga  | Infortunio al braccio   |
| Stati Uniti             | John Isner        | Jack Sock           | Intervento all'anca     |
| Rep. Ceca               | Adam Pavlásek     | Radek Štěpánek      | Infortunio al piede     |
| Australia               | Matthew Ebden     | Nick Kyrgios        | Infortunio alla schiena |
| Sostituzione temporanea |                   |                     |                         |
| Australia               | Benjamin Mitchell | Matthew Ebden       | Infortunio al polpaccio |
| Italia                  | Benjamin Mitchell | Fabio Fognini       |                         |
| Sostituzione definitiva |                   |                     |                         |
| Australia               | Marinko Matosevic | Matthew Ebden       | Infortunio al polpaccio |

## Gruppo A

### Classifica
| Posizione | Nazione     | V | S | Incontri | Set  | Games   |
| --------- | ----------- | - | - | -------- | ---- | ------- |
| 1         | Stati Uniti | 2 | 1 | 7–2      | 14–8 | 115–106 |
| 2         | Canada      | 2 | 1 | 5–4      | 11–8 | 97–84   |
| 3         | Rep. Ceca   | 2 | 1 | 5–4      | 11–9 | 105–87  |
| 4         | Italia      | 0 | 3 | 1–8      | 6–17 | 88–126  |

#### Canada vs. Repubblica Ceca
| Canada 1 | Perth Arena, Perth 4 gennaio 2015, 10:00 Cemento (indoor) | Perth Arena, Perth 4 gennaio 2015, 10:00 Cemento (indoor)        | Rep. Ceca 2 |     |   |  |
| \| \| \| \| 1 \| 2 \| 3 \| \| \| - \| \| ---------------------------------------------------------------- \| ---- \| --- \| - \| \| \| 1 \| \| Eugenie Bouchard Lucie Šafářová \| 0 6 \| 4 6 \| \| \| \| 2 \| \| Vasek Pospisil Adam Pavlásek \| 7 65 \| 6 2 \| \| \| \| 3 \| \| Eugenie Bouchard / Vasek Pospisil Lucie Šafářová / Adam Pavlásek \| 4 6 \| 2 6 \| \| \| |                                                           |                                                                  |             |     |   |  |
| |                                                           |                                                                  | 1           | 2   | 3 |  |
| 1 | Canada (bandiera) · Rep. Ceca (bandiera)                  | Eugenie Bouchard Lucie Šafářová                                  | 0 6         | 4 6 |   |  |
| 2 | Canada (bandiera) · Rep. Ceca (bandiera)                  | Vasek Pospisil Adam Pavlásek                                     | 7 65        | 6 2 |   |  |
| 3 | Canada (bandiera) · Rep. Ceca (bandiera)                  | Eugenie Bouchard / Vasek Pospisil Lucie Šafářová / Adam Pavlásek | 4 6         | 2 6 |   |  |

#### Italia vs. Stati Uniti
| Italia 0 | Perth Arena, Perth 5 gennaio 2015, 10:00 Cemento (indoor) | Perth Arena, Perth 5 gennaio 2015, 10:00 Cemento (indoor)    | Stati Uniti 3 |     |          |  |
| \| \| \| \| 1 \| 2 \| 3 \| \| \| - \| \| ------------------------------------------------------------ \| --- \| --- \| -------- \| \| \| 1 \| \| Flavia Pennetta Serena Williams \| 6 0 \| 3 6 \| 0 6 \| \| \| 2 \| \| Fabio Fognini John Isner \| 7 5 \| 5 7 \| 64 7 \| \| \| 3 \| \| Flavia Pennetta / Fabio Fognini Serena Williams / John Isner \| 2 6 \| 6 2 \| [9] [11] \| \| |                                                           |                                                              |               |     |          |  |
| |                                                           |                                                              | 1             | 2   | 3        |  |
| 1 | Italia (bandiera) · Stati Uniti (bandiera)                | Flavia Pennetta Serena Williams                              | 6 0           | 3 6 | 0 6      |  |
| 2 | Italia (bandiera) · Stati Uniti (bandiera)                | Fabio Fognini John Isner                                     | 7 5           | 5 7 | 64 7     |  |
| 3 | Italia (bandiera) · Stati Uniti (bandiera)                | Flavia Pennetta / Fabio Fognini Serena Williams / John Isner | 2 6           | 6 2 | [9] [11] |  |

#### Repubblica Ceca vs. Italia
| Rep. Ceca 3 | Perth Arena, Perth 6 gennaio 2015, 10:00 Cemento (indoor) | Perth Arena, Perth 6 gennaio 2015, 10:00 Cemento (indoor)          | Italia 0 |     |     |  |
| \| \| \| \| 1 \| 2 \| 3 \| \| \| - \| \| ------------------------------------------------------------------ \| --- \| --- \| --- \| \| \| 1 \| \| Lucie Šafářová Flavia Pennetta \| 7 5 \| 6 3 \| \| \| \| 2 \| \| Adam Pavlásek Fabio Fognini \| 3 6 \| 7 5 \| 6 1 \| \| \| 3 \| \| Lucie Šafářová / Adam Pavlásek Flavia Pennetta / Benjamin Mitchell \| 8 6 \| \| \| \| |                                                           |                                                                    |          |     |     |  |
| |                                                           |                                                                    | 1        | 2   | 3   |  |
| 1 | Rep. Ceca (bandiera) · Italia (bandiera)                  | Lucie Šafářová Flavia Pennetta                                     | 7 5      | 6 3 |     |  |
| 2 | Rep. Ceca (bandiera) · Italia (bandiera)                  | Adam Pavlásek Fabio Fognini                                        | 3 6      | 7 5 | 6 1 |  |
| 3 | Rep. Ceca (bandiera) · Italia (bandiera)                  | Lucie Šafářová / Adam Pavlásek Flavia Pennetta / Benjamin Mitchell | 8 6      |     |     |  |

Fabio Fognini non ha partecipato al doppio misto, quindi la Repubblica Ceca ha vinto di diritto 6-0, 6-0. Tuttavia è stato giocato una partita più breve con Benjamin Mitchell.

#### Canada vs. Stati Uniti
| Canada 2 | Perth Arena, Perth 6 gennaio 2015, 17:30 Cemento (indoor) | Perth Arena, Perth 6 gennaio 2015, 17:30 Cemento (indoor)      | Stati Uniti 1 |      |   |  |
| \| \| \| \| 1 \| 2 \| 3 \| \| \| - \| \| -------------------------------------------------------------- \| --- \| ---- \| - \| \| \| 1 \| \| Eugenie Bouchard Serena Williams \| 6 2 \| 6 1 \| \| \| \| 2 \| \| Vasek Pospisil John Isner \| 6 3 \| 7 64 \| \| \| \| 3 \| \| Eugenie Bouchard / Vasek Pospisil Serena Williams / John Isner \| 3 6 \| 5 7 \| \| \| |                                                           |                                                                |               |      |   |  |
| |                                                           |                                                                | 1             | 2    | 3 |  |
| 1 | Canada (bandiera) · Stati Uniti (bandiera)                | Eugenie Bouchard Serena Williams                               | 6 2           | 6 1  |   |  |
| 2 | Canada (bandiera) · Stati Uniti (bandiera)                | Vasek Pospisil John Isner                                      | 6 3           | 7 64 |   |  |
| 3 | Canada (bandiera) · Stati Uniti (bandiera)                | Eugenie Bouchard / Vasek Pospisil Serena Williams / John Isner | 3 6           | 5 7  |   |  |

#### Canada vs. Italia
| Canada 2 | Perth Arena, Perth 8 gennaio 2015, 10:00 Cemento (indoor) | Perth Arena, Perth 8 gennaio 2015, 10:00 Cemento (indoor)         | Italia 1 |     |          |  |
| \| \| \| \| 1 \| 2 \| 3 \| \| \| - \| \| ----------------------------------------------------------------- \| --- \| --- \| -------- \| \| \| 1 \| \| Eugenie Bouchard Flavia Pennetta \| 6 3 \| 6 4 \| \| \| \| 2 \| \| Vasek Pospisil Fabio Fognini \| 6 0 \| 6 3 \| \| \| \| 3 \| \| Eugenie Bouchard / Vasek Pospisil Flavia Pennetta / Fabio Fognini \| 3 6 \| 6 4 \| [7] [10] \| \| |                                                           |                                                                   |          |     |          |  |
| |                                                           |                                                                   | 1        | 2   | 3        |  |
| 1 | Canada (bandiera) · Italia (bandiera)                     | Eugenie Bouchard Flavia Pennetta                                  | 6 3      | 6 4 |          |  |
| 2 | Canada (bandiera) · Italia (bandiera)                     | Vasek Pospisil Fabio Fognini                                      | 6 0      | 6 3 |          |  |
| 3 | Canada (bandiera) · Italia (bandiera)                     | Eugenie Bouchard / Vasek Pospisil Flavia Pennetta / Fabio Fognini | 3 6      | 6 4 | [7] [10] |  |

#### Repubblica Ceca vs. Stati Uniti
| Rep. Ceca 0 | Perth Arena, Perth 8 gennaio 2015, 17:30 Cemento (indoor) | Perth Arena, Perth 8 gennaio 2015, 17:30 Cemento (indoor)   | Stati Uniti 3 |      |     |  |
| \| \| \| \| 1 \| 2 \| 3 \| \| \| - \| \| ----------------------------------------------------------- \| ---- \| ---- \| --- \| \| \| 1 \| \| Lucie Šafářová Serena Williams \| 3 6 \| 7 61 \| 6 7 \| \| \| 2 \| \| Adam Pavlásek John Isner \| 64 7 \| 4 6 \| \| \| \| 3 \| \| Lucie Šafářová / Adam Pavlásek Serena Williams / John Isner \| 3 6 \| 3 6 \| \| \| |                                                           |                                                             |               |      |     |  |
| |                                                           |                                                             | 1             | 2    | 3   |  |
| 1 | Rep. Ceca (bandiera) · Stati Uniti (bandiera)             | Lucie Šafářová Serena Williams                              | 3 6           | 7 61 | 6 7 |  |
| 2 | Rep. Ceca (bandiera) · Stati Uniti (bandiera)             | Adam Pavlásek John Isner                                    | 64 7          | 4 6  |     |  |
| 3 | Rep. Ceca (bandiera) · Stati Uniti (bandiera)             | Lucie Šafářová / Adam Pavlásek Serena Williams / John Isner | 3 6           | 3 6  |     |  |

## Gruppo B

### Classifica
| Posizione | Nazione     | V | S | Incontri | Set   | Games  |
| --------- | ----------- | - | - | -------- | ----- | ------ |
| 1         | Polonia     | 3 | 0 | 7–2      | 14–5  | 104–69 |
| 2         | Regno Unito | 2 | 1 | 6–3      | 12–7  | 86-83  |
| 3         | Francia     | 1 | 2 | 4–5      | 10–11 | 101–97 |
| 4         | Australia   | 0 | 3 | 1–8      | 4–17  | 71–120 |

#### Australia vs. Polonia
| Australia 0 | Perth Arena, Perth 4 gennaio 2015, 17:30 Cemento (indoor) | Perth Arena, Perth 4 gennaio 2015, 17:30 Cemento (indoor)                | Polonia 3 |     |     |  |
| \| \| \| \| 1 \| 2 \| 3 \| \| \| - \| \| ------------------------------------------------------------------------ \| --- \| --- \| --- \| \| \| 1 \| \| Casey Dellacqua Agnieszka Radwańska \| 2 6 \| 3 6 \| \| \| \| 2 \| \| Matthew Ebden Jerzy Janowicz \| 6 3 \| 5 7 \| 0 6 \| \| \| 3 \| \| Casey Dellacqua / Benjamin Mitchell Agnieszka Radwańska / Jerzy Janowicz \| 4 8 \| \| \| \| |                                                           |                                                                          |           |     |     |  |
| |                                                           |                                                                          | 1         | 2   | 3   |  |
| 1 | Australia (bandiera) · Polonia (bandiera)                 | Casey Dellacqua Agnieszka Radwańska                                      | 2 6       | 3 6 |     |  |
| 2 | Australia (bandiera) · Polonia (bandiera)                 | Matthew Ebden Jerzy Janowicz                                             | 6 3       | 5 7 | 0 6 |  |
| 3 | Australia (bandiera) · Polonia (bandiera)                 | Casey Dellacqua / Benjamin Mitchell Agnieszka Radwańska / Jerzy Janowicz | 4 8       |     |     |  |

Matthew Ebden non ha partecipato al doppio misto, quindi la Polonia ha vinto di diritto 6-0, 6-0. Tuttavia è stato giocato una partita più breve con Benjamin Mitchell.

#### Gran Bretagna vs. Francia
| Gran Bretagna 2 | Perth Arena, Perth 5 gennaio 2015, 17:30 Cemento (indoor) | Perth Arena, Perth 5 gennaio 2015, 17:30 Cemento (indoor) | Francia 1 |     |          |  |
| \| \| \| \| 1 \| 2 \| 3 \| \| \| - \| \| -------------------------------------------------------- \| --- \| --- \| -------- \| \| \| 1 \| \| Heather Watson Alizé Cornet \| 2 6 \| 2 6 \| \| \| \| 2 \| \| Andy Murray Benoît Paire \| 6 2 \| 7 5 \| \| \| \| 3 \| \| Heather Watson / Andy Murray Alizé Cornet / Benoît Paire \| 6 4 \| 2 6 \| [10] [8] \| \| |                                                           |                                                           |           |     |          |  |
| |                                                           |                                                           | 1         | 2   | 3        |  |
| 1 | Gran Bretagna (bandiera) · Francia (bandiera)             | Heather Watson Alizé Cornet                               | 2 6       | 2 6 |          |  |
| 2 | Gran Bretagna (bandiera) · Francia (bandiera)             | Andy Murray Benoît Paire                                  | 6 2       | 7 5 |          |  |
| 3 | Gran Bretagna (bandiera) · Francia (bandiera)             | Heather Watson / Andy Murray Alizé Cornet / Benoît Paire  | 6 4       | 2 6 | [10] [8] |  |

#### Gran Bretagna vs. Polonia
| Gran Bretagna 1 | Perth Arena, Perth 7 gennaio 2015, 10:00 Cemento (indoor) | Perth Arena, Perth 7 gennaio 2015, 10:00 Cemento (indoor)         | Polonia 2 |     |   |  |
| \| \| \| \| 1 \| 2 \| 3 \| \| \| - \| \| ----------------------------------------------------------------- \| --- \| --- \| - \| \| \| 1 \| \| Heather Watson Agnieszka Radwańska \| 3 6 \| 1 6 \| \| \| \| 2 \| \| Andy Murray Jerzy Janowicz \| 6 2 \| 6 4 \| \| \| \| 3 \| \| Heather Watson / Andy Murray Agnieszka Radwańska / Jerzy Janowicz \| 4 6 \| 4 6 \| \| \| |                                                           |                                                                   |           |     |   |  |
| |                                                           |                                                                   | 1         | 2   | 3 |  |
| 1 | Gran Bretagna (bandiera) · Polonia (bandiera)             | Heather Watson Agnieszka Radwańska                                | 3 6       | 1 6 |   |  |
| 2 | Gran Bretagna (bandiera) · Polonia (bandiera)             | Andy Murray Jerzy Janowicz                                        | 6 2       | 6 4 |   |  |
| 3 | Gran Bretagna (bandiera) · Polonia (bandiera)             | Heather Watson / Andy Murray Agnieszka Radwańska / Jerzy Janowicz | 4 6       | 4 6 |   |  |

#### Australia vs. Francia
| Australia 1 | Perth Arena, Perth 7 gennaio 2015, 17:30 Cemento (indoor) | Perth Arena, Perth 7 gennaio 2015, 17:30 Cemento (indoor)       | Francia 2 |     |     |  |
| \| \| \| \| 1 \| 2 \| 3 \| \| \| - \| \| --------------------------------------------------------------- \| ---- \| --- \| --- \| \| \| 1 \| \| Casey Dellacqua Alizé Cornet \| 6 4 \| 5 7 \| 1 6 \| \| \| 2 \| \| Marinko Matosevic Benoît Paire \| 2 6 \| 6 4 \| 6 2 \| \| \| 3 \| \| Casey Dellacqua / Marinko Matosevic Alizé Cornet / Benoît Paire \| 63 7 \| 5 7 \| \| \| |                                                           |                                                                 |           |     |     |  |
| |                                                           |                                                                 | 1         | 2   | 3   |  |
| 1 | Australia (bandiera) · Francia (bandiera)                 | Casey Dellacqua Alizé Cornet                                    | 6 4       | 5 7 | 1 6 |  |
| 2 | Australia (bandiera) · Francia (bandiera)                 | Marinko Matosevic Benoît Paire                                  | 2 6       | 6 4 | 6 2 |  |
| 3 | Australia (bandiera) · Francia (bandiera)                 | Casey Dellacqua / Marinko Matosevic Alizé Cornet / Benoît Paire | 63 7      | 5 7 |     |  |

#### Francia vs. Polonia
| Francia 1 | Perth Arena, Perth 9 gennaio 2015, 10:00 Cemento (indoor) | Perth Arena, Perth 9 gennaio 2015, 10:00 Cemento (indoor)        | Polonia 2 |     |     |  |
| \| \| \| \| 1 \| 2 \| 3 \| \| \| - \| \| ---------------------------------------------------------------- \| --- \| --- \| --- \| \| \| 1 \| \| Alizé Cornet Agnieszka Radwańska \| 6 4 \| 2 6 \| 7 5 \| \| \| 2 \| \| Benoît Paire Jerzy Janowicz \| 4 6 \| 6 7 \| \| \| \| 3 \| \| Alizé Cornet / Benoît Paire Agnieszka Radwańska / Jerzy Janowicz \| 4 6 \| \| \| \| |                                                           |                                                                  |           |     |     |  |
| |                                                           |                                                                  | 1         | 2   | 3   |  |
| 1 | Francia (bandiera) · Polonia (bandiera)                   | Alizé Cornet Agnieszka Radwańska                                 | 6 4       | 2 6 | 7 5 |  |
| 2 | Francia (bandiera) · Polonia (bandiera)                   | Benoît Paire Jerzy Janowicz                                      | 4 6       | 6 7 |     |  |
| 3 | Francia (bandiera) · Polonia (bandiera)                   | Alizé Cornet / Benoît Paire Agnieszka Radwańska / Jerzy Janowicz | 4 6       |     |     |  |

Dato che la Polonia si è qualificata per la finale vincendo il singolare maschile, nel doppio è stato giocato solo un set.

#### Australia vs. Gran Bretagna
| Australia 0 | Perth Arena, Perth 9 gennaio 2015, 17:30 Cemento (indoor) | Perth Arena, Perth 9 gennaio 2015, 17:30 Cemento (indoor)        | Gran Bretagna 3 |     |   |  |
| \| \| \| \| 1 \| 2 \| 3 \| \| \| - \| \| ---------------------------------------------------------------- \| --- \| --- \| - \| \| \| 1 \| \| Casey Dellacqua Heather Watson \| 3 6 \| 4 6 \| \| \| \| 2 \| \| Marinko Matosevic Andy Murray \| 3 6 \| 2 6 \| \| \| \| 3 \| \| Casey Dellacqua / Marinko Matosevic Heather Watson / Andy Murray \| 5 7 \| 1 6 \| \| \| |                                                           |                                                                  |                 |     |   |  |
| |                                                           |                                                                  | 1               | 2   | 3 |  |
| 1 | Australia (bandiera) · Gran Bretagna (bandiera)           | Casey Dellacqua Heather Watson                                   | 3 6             | 4 6 |   |  |
| 2 | Australia (bandiera) · Gran Bretagna (bandiera)           | Marinko Matosevic Andy Murray                                    | 3 6             | 2 6 |   |  |
| 3 | Australia (bandiera) · Gran Bretagna (bandiera)           | Casey Dellacqua / Marinko Matosevic Heather Watson / Andy Murray | 5 7             | 1 6 |   |  |

## Finale
| Stati Uniti 1 | Perth Arena, Perth 10 gennaio 2015, 15:30 Cemento (indoor) | Perth Arena, Perth 10 gennaio 2015, 15:30 Cemento (indoor)        | Polonia 2 |      |     |  |
| \| \| \| \| 1 \| 2 \| 3 \| \| \| - \| \| ----------------------------------------------------------------- \| ----- \| ---- \| --- \| \| \| 1 \| \| Serena Williams Agnieszka Radwańska \| 4 6 \| 7 63 \| 1 6 \| \| \| 2 \| \| John Isner Jerzy Janowicz \| 7 610 \| 6 4 \| \| \| \| 3 \| \| Serena Williams / John Isner Agnieszka Radwańska / Jerzy Janowicz \| 5 7 \| 3 6 \| \| \| |                                                            |                                                                   |           |      |     |  |
| |                                                            |                                                                   | 1         | 2    | 3   |  |
| 1 | Stati Uniti (bandiera) · Polonia (bandiera)                | Serena Williams Agnieszka Radwańska                               | 4 6       | 7 63 | 1 6 |  |
| 2 | Stati Uniti (bandiera) · Polonia (bandiera)                | John Isner Jerzy Janowicz                                         | 7 610     | 6 4  |     |  |
| 3 | Stati Uniti (bandiera) · Polonia (bandiera)                | Serena Williams / John Isner Agnieszka Radwańska / Jerzy Janowicz | 5 7       | 3 6  |     |  |

## Campioni
| Vincitori della Hopman Cup 2015 |
| ------------------------------- |
| Polonia (1º titolo)             |